# Lydia-Lagune
Die Lydia-Lagune ist eine Lagune im Norden der Insel Heard im südlichen Indischen Ozean. Sie liegt am westlichen Ende des Hoseason Beach.
Namensgeber ist die Brigg Lydia aus New London, Connecticut, welche zur Robbenjagd zwischen 1864 und 1865 in den Gewässern um Heard operierte.